# Ömürbek Babanow

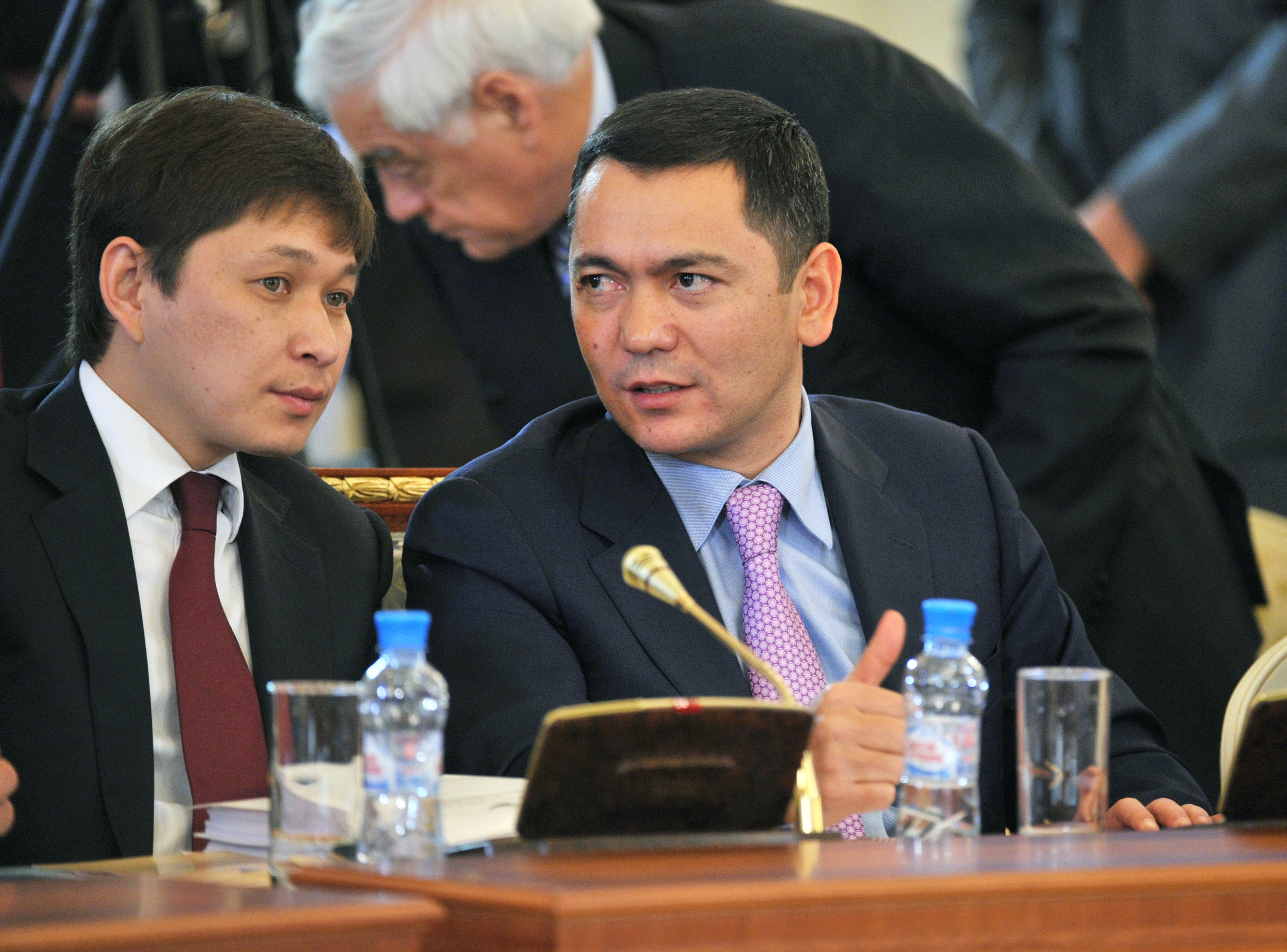
Babanow im Oktober 2011

Ömürbek Babanow (kirgisisch Өмүрбек Токтогулович Бабанов, russisch Омурбек Токтогулович Бабанов; * 20. Mai 1970 in Tscholponbai, Kirgisische SSR) ist ein kirgisischer Unternehmer und Politiker.
Er ist ein Oligarch und Öl-Unternehmer und der Gründer der wirtschaftsfreundlichen Partei Respublika, die bei der Parlamentswahl in Kirgisistan 2010 ins Parlament gewählt wurde. Seit dem 23. Dezember 2011 bekleidete er das Amt des Premierministers Kirgisistans.
Am 1. März 2012 demonstrierten etwa 10.000 Menschen in Osch und forderten den Rücktritt seiner Regierung und die Bestrafung der Verantwortlichen für die Gewalt beim Sturz des Präsidenten Kurmanbek Bakijew im April 2010 und den Unruhen in Südkirgisistan im Juni desselben Jahres.
Am 24. August 2012 entließ Präsident Almasbek Atambajew seine Regierung. Die Viererkoalition war zerbrochen als die Regierungspartei Ata Meken mit dem Verweis auf angebliche Korruption Babanows die Regierung verließ. Er soll ein Rennpferd um 20.000 US-Dollar von einem türkischen Geschäftsmann gekauft haben dessen Wert aber mindestens eine Million US-Dollar betragen soll. Die Regierung leitet noch provisorisch die Staatsgeschäfte bis sich das kirgisische Parlament auf eine neue Regierung einigt.
Vom Oktober 2015 bis November 2017 saß Babanow als Fraktionsvorsitzender der Partei „Respublika–Ata Schurt“ im Dschogorku Kengesch.
Bei der Präsidentschaftswahl in Kirgisistan 2017 bekam er 33,5 Prozent der Stimmen und belegte den zweiten Platz hinter Sooronbai Scharipowitsch Dscheenbekow. Nach dieser Niederlage legte er im Dezember 2017 alle politischen Mandate und den Vorsitz von Respublika – Ata Jurt nieder. Einer der Gründe für diese Entscheidung war auch das wenige Wochen nach den Wahlen gegen ihn von der Generalstaatsanwaltschaft eingeleitetes Strafverfahren. Ihm gelang jedoch, noch vor der Festnahme das Land ins russische Exil zu verlassen. Im April 2019 kündigte Babanow an, nach Kirgisistan zurückkehren zu wollen, aber gab dieses Vorhaben schließlich auf.
Nach der Zuspitzung im Machtkampf zwischen Ex-Präsident Atambajew und dem amtierenden Präsidenten Dscheenbekow, der in den gewaltsamen Konflikten zwischen Spezialeinheiten und Anhängern Atambajews rund um dessen Festnahme am 8. August 2019 gipfelte, forderte Babanow die Beteiligten zur Deeskalation auf. Via Facebook warnte der Politiker vor einem Bürgerkrieg und dem damit einhergehendem Leid der Bevölkerung. Am 9. August kehrte Babanow aus seinem Exil in Russland nach Kirgisistan zurück, obwohl ihm dort die Verhaftung wegen mehrerer laufender Strafverfahren drohte. Beobachter erklärten die Tatsache, dass eine Verhaftung vorerst ausblieb, mit der Sorge um weitere Proteste in der bereits angespannten politischen Lage im zentralasiatischen Land. Seine Rückkehr löste Spekulationen aus, Babanow wolle bei den nächsten Parlamentswahlen, die planmäßig im Oktober 2020 stattfinden sollen, antreten und die Konflikte innerhalb der Regierungspartei SDPK zu seinen politischen Gunsten ausnutzen. Gleichzeitig betonte er bei seiner Rückkehr, auf friedliche Weise Differenzen mit Präsident Dscheenbekow lösen zu wollen.